# 同床異夢，沒關係沒關係
《同床異夢，沒關係沒關係》（：／）是韓國SBS電視台播出，由劉在錫及金九拉主持的實境秀節目。節目於2015年3月31日進行試播，4月25日正式播放，逢韓國時間星期一下午11點10分播放。2017年7月10日播放第二季《同床异梦2 - 你是我的命运》。

## 節目內容
節目以青春期10代的小學與中學生為主，觀察青少年與家庭的關係及與父母的矛盾，並引導他們開誠布公講出自己的想法來獲得成長。節目組每集亦會邀請與主題相應的嘉賓參加，以提出更有說服力的意見。

嘉賓和觀眾以「父母的視線」及「孩子的視線」短片了解雙方的立場、目的和感受，然後提出建議，並引渡雙方作出承諾，化解矛盾。現場觀眾亦會舉起牌子表達自己的意見，藍色為支持父母一方，粉紅色則為支持孩子一方。

第19集加入「制作組（第三者）的視線」短片，播出雙方忽略了的情況。

## 節目成員
| 姓名              | 職業               | 生日          | 備註        |
| ----------------- | ------------------ | ------------- | ----------- |
| 劉在錫 （유재석） | 主持人、笑星、演员 | 1972年8月14日 | 第1集至62集 |
| 金九拉 （김구라） | 主持人             | 1970年10月3日 | 第1集至62集 |
| 徐章焄 （서장훈） | 主持人             | 1974年10月3日 | 第2集至61集 |

## 節目列表

### 2015年
| 集數     | 播出日期 | 內容                                                  | 嘉賓                                                                                        |
| -------- | -------- | ----------------------------------------------------- | ------------------------------------------------------------------------------------------- |
| 試播     | 3月31日  | 平澤的秀智初中少女上學化新娘妝                        | 張英蘭、李翰錫（SBS社會部記者）、智珉（AOA）、盧泰燁、宋玧妸                                |
| 試播     | 3月31日  | 母女一年不說話                                        | 張英蘭、李翰錫（SBS社會部記者）、智珉（AOA）、盧泰燁、宋玧妸                                |
| 1        | 4月25日  | 光州李勝基漁場管理媽媽嚴格管制                        | 張英蘭、李翰錫（SBS社會部記者）、智珉（AOA）、吳允兒                                        |
| 1        | 4月25日  | 嘮叨鬼爸爸期望高安陽初中女生不堪重負                  | 張英蘭、李翰錫（SBS社會部記者）、智珉（AOA）、吳允兒                                        |
| 2        | 5月2日   | 大邱高中少女出口成「髒」                              | 徐章煇、張英蘭、李翰錫（SBS社會部記者）、智珉（AOA）                                        |
| 3        | 5月9日   | 只期望一等的媽媽禾穀洞金妍兒壓力大                    | 徐章煇、張英蘭、李翰錫（SBS社會部記者）、智珉（AOA）                                        |
| 4        | 5月16日  | 仁川妖怪媽媽擔心女兒變成怪物                          | 許卿煥、吳允兒、Amber（f(x)）、李慧靜、文熙俊（H.O.T.）                                     |
| 5        | 5月23日  | 奇葩媽媽不希望女兒上課外輔導                          | 徐章煇、崔恩静、張英蘭、李翰錫                                                              |
| 6        | 5月30日  | 地方少女瘋狂迷戀EXO燦烈                               | 崔恩静、張英蘭、李翰錫、金风、燦烈（EXO）                                                   |
| 7        | 6月6日   | 半世紀年代差媽媽不理解女兒歌手夢                      | 張英蘭、李翰錫、Shoo、韶宥（Sistar）                                                        |
| 8        | 6月13日  | 想要兒子的父母和變身的小女兒                          | 崔恩静、張英蘭、許志雄、金東賢                                                              |
| 9        | 6月20日  | 京畿道想要兒子長高的老爸和運動中毒的兒子              | 許卿煥、文熙俊、尹亨彬                                                                      |
| 9        | 6月20日  | 浦項購物中毒的女兒                                    | 崔恩静、張英蘭、許志雄、金應洙、金娜英                                                      |
| 10       | 6月27日  | 蔚山24小時被監視的女兒和像閉路電視的媽媽              | 張英蘭、許志雄、崔恩静、金榮澈                                                              |
| 11       | 7月4日   | 擁有歌手夢的高中少女和離家出走的爸爸                  | 徐章煇、張英蘭、許志雄、智珉（AOA）、FNC娛樂代表韓勝浩                                      |
| 12       | 7月11日  | 盆塘高一少女整形中毒教師媽媽無奈求助                  | 徐章煇、張英蘭、許志雄、洪真英、哈妮（EXID）                                                |
| 13       | 7月18日  | 清洲身體接觸過多的爸爸和抗拒並疏遠他的女兒            | 徐章煇、張英蘭、許志雄、莉茲（After School）、申正根                                        |
| 14       | 7月25日  | 馬山高一退學專一練饒舌的女兒和想讓孩子復學的媽媽      | 徐章煇、張英蘭、許志雄、San E、康男、FNC娛樂代表韓勝浩                                      |
| 15       | 8月1日   | 京畿道有藝人病指使弟弟的大兒子和暴力解決問題的媽媽    | 徐章煇、崔恩静、張英蘭、許志雄、朴相勉、金淑、趙權                                          |
| 16       | 8月8日   | 釜山不滿媽媽遊戲中毒的女兒和享受遊戲的媽媽            | 徐章煇、崔恩静、金淑、殷志源、洪榛浩                                                        |
| 17       | 8月15日  | 金海認為女兒沒有金錢概念的媽媽和二手交易中毒的女兒    | 徐章煇、崔恩静、許志雄、李智賢、申奉仙、姜均成、朴藝利（警察）                              |
| 18       | 8月22日  | 光洲視時間如金錢的媽媽和喜歡睡覺的女兒                | 徐章煇、張英蘭、許志雄、黃光熙（ZE:A）、Baro（B1A4）                                        |
| 19       | 8月29日  | 統營有減肥強迫症的女兒                                | 徐章煇、許志雄、李國主、宋再臨、許洋新（醫生）、鄭美麗（韓國小姐導師）                      |
| 20       | 9月5日   | 堤川軍人爸爸與家人的感人故事及補辦婚禮                | 徐章煇、崔恩静、許志雄、金鍾旼、金泰宇、昇延（KARA）、劉仁京 記者                           |
| 21       | 9月12日  | 首爾延禧洞過份保護女兒的保守爸爸                      | 徐章煇、張英蘭、許志雄、裴海善、鄭容和（CNBLUE）、草娥（AOA）、李慧珍（巡警）               |
| 22       | 9月19日  | 郁陵島夢想到陸地當模特的兒子和努力支持兒子的媽媽      | 徐章煇、金應洙、洪真慶、尹孫河、申宝拉                                                      |
| 23       | 9月26日  | 聞慶養了15隻狗的兒子和專注種菇的爸爸                  | 徐章煇、崔恩静、許志雄、黄锡晶、朴藝利（警察）                                              |
| 23       | 9月26日  | 秋夕特輯—同床異夢家庭總動員                           | 徐章煇、崔恩静、金應洙、許志雄、尹民秀                                                      |
| 24       | 10月3日  | 江原道橫城16歲女高格斗手                              | 徐章煇、崔恩静、金東炫、曹政治、Sleepy、全贊俊（館長）                                      |
| 25       | 10月10日 | 馬山離家出走的初三少女                                | 徐章煇、崔恩静、金烔完、Yura（Girl's Day）、K.will、 黃致列、朴成賢警官、孫石韓教授（視頻） |
| 26       | 10月17日 | 牛島為助母還債而兼職的17歲少女                        | 徐章煇、崔恩静、曹政治、崔賢錫、栽經（Rainbow）                                             |
| 27       | 10月24日 | 牙山創業中毒的爸爸                                    | 徐章煇、崔恩静、李俸源、朴娜勑、起光（BEAST）                                               |
| 28       | 10月31日 | 議政府健美選手媽媽                                    | 徐章煇、崔恩静、沈亨倬、金俊鉉、李國主、金賽伦                                              |
| 29       | 11月7日  | 海南不識字的奶奶與愛跳舞的孫女                        | 徐章煇、崔恩静、金俊鉉、朴娜勑、LE、哈妮（EXID）                                            |
|          | 11月14日 | （因直播2015世界棒球賽12強 (WBSC premier 12) 而停播） |                                                                                             |
| 11月21日 |          | （因直播2015世界棒球賽12強 (WBSC premier 12) 而停播） |                                                                                             |
| 30       | 11月28日 | 全羅南道辛苦照顧六弟妹的14歲老大和她一家11口的家庭    | 徐章煇、崔恩静、金俊鉉、許志雄、李秉憲導演、Muzie、瑟琪（Red Velvet）                       |
| 31       | 12月5日  | 馬山希望兒子成為拳擊國家代表的媽媽和高一兒子          | 徐章煇、崔恩静、金俊鉉、李洪基（FTIsland）、YooA（Oh My Girl）、曹政治                      |
| 32       | 12月12日 | 全州為了吃而活着的18歲少女                            | 徐章煇、崔恩静、金俊鉉、Rap Monster（防彈少年團）、許齡智、吳世得廚師                       |
| 33       | 12月19日 | 想成為格鬥選手的脫北者兒子                            | 徐章煇、崔恩静、金桐俊（ZE:A）、趙正植、朱利安·姜                                           |
| 34       | 12月26日 | 希望兒子是繼承者的爸爸與不想成為繼承者的兒子          | 徐章煇、崔恩静、金俊鉉、金光奎、朴詩恩、張藝媛                                              |

### 2016年
| 集數 | 播出日期 | 內容                                                   | 嘉賓 |
| ---- | -------- | ------------------------------------------------------ | --- |
| 35   | 1月2日   | 肌肉中毒的兒子                                         | 徐章煇、張英蘭、崔恩静、李天秀、李秀敏、JOTA（MADTOWN）                                                                               |
| 36   | 1月9日   | 媽媽與兒子的追擊戰                                     | 徐章煇、崔恩静、金俊鉉、瑟琪（Red Velvet）、Zico（Block B）                                                                           |
| 37   | 1月16日  | 浦項小爸爸小媽媽                                       | 徐章煇、崔恩静、金俊鉉、尹尚、金民教、YooA（Oh My Girl）、金信英、Haha（特別嘉賓）                                                    |
| 37   | 1月16日  | 抱川樂高上癮的兒子和視寵物狗為女兒的媽媽               | 徐章煇、崔恩静、金俊鉉、金希珍、李尚勛                                                                                                |
| 38   | 1月23日  | 主婦欲當歌手瘋狂公演                                   | 徐章煇、崔恩静、厲旭、娜璉（TWICE）、多賢（TWICE）、張允瀞、趙彬 (Norazo)                                                             |
| 39   | 1月30日  | 胖妞杯面挑戰吃播小哥                                   | 徐章煇、崔恩静、金俊鉉、申彗星、燦多（B1A4）、Jessi、洪允和                                                                           |
| 40   | 2月15日  | 肌肉男控訴老媽更年                                     | 徐章煇、崔恩静、朱利安·姜、李國主、張英蘭、李伊利雅、P.O（Block B）                                                                   |
| 41   | 2月22日  | 少女當社長僱老媽幹活                                   | 徐章煇、崔恩静、金俊鉉、張東民、鄭恩地、曹璐                                                                                          |
| 42   | 2月29日  | 夜宿不歸離家少年理髮夢                                 | 徐章煇、崔恩静、Yerin（GFRIEND）、Yuju（GFRIEND）、金淑、李秀敏、金濟東                                                               |
| 43   | 3月7日   | 瘋狂吃辣BJ（直播主）少女                               | 徐章煇、崔恩静、志效（TWICE）、子瑜（TWICE）、Baro（B1A4）、姜珠恩、梁世炯                                                            |
| 44   | 3月14日  | 少年癡迷劉在錫變笑星                                   | 徐章煇、金俊鉉、崔恩静、志效（TWICE）、子瑜（TWICE）、李俸源、張東民、梁世炯、江珠恩、洪允和、李秀敏                                  |
| 45   | 3月21日  | 父親酒精中毒惹女痛哭                                   | 徐章煇、崔恩静、金興國、朴娜勑、素珍（Girl's Day）、圭賢（Super Junior）                                                              |
| 46   | 3月28日  | 單槓少年團                                             | 徐章煇、朴明洙、金美京、文智允、崔泰俊、j-hope（防彈少年團）、祉呼（Oh My Girl）、李秀敏                                              |
| 47   | 4月4日   | 為機車瘋狂的飆車族兒子                                 | 鄭詩雅、許星煥、朴敏智、輝人（MAMAMOO）、頌樂（MAMAMOO）、Eric Nam                                                                    |
| 48   | 4月11日  | 抛弃家庭的爸爸                                         | 金圣恩、金元海、梁世炯、旼赫（BTOB）、恩光（BTOB）、有真（CLC）                                                                       |
| 49   | 4月18日  | 輔助演出瘋狂的雙胞胎/DISCO轉盤的DJ哥哥與令人頭疼的妹妹 | 徐章煇、崔恩静、孔炯珍、朴敏智、許景煥、李秀敏、玄周燁、趙恩淑、梁世炯、珉雅（Girl's Day）                                            |
| 50   | 4月25日  | DISCO轉盤的DJ哥哥與令人頭疼的妹妹                      | 徐章煇、李秀敏、玄周燁、趙恩淑、梁世炯、珉雅（Girl's Day）、LABOUM                                                                    |
| 51   | 5月2日   | 台球天才的女兒                                         | 鄭埻夏、車由蘭、梁世炯、恩光（BTOB）、多賢（TWICE）、率濱（LABOUM）                                                                   |
| 52   | 5月9日   | 夢想選韓國小姐女兒／喜歡棒球勝過一切的爸媽             | 徐章煇、柳承秀、金玟鏡、朴騏良、瑟琪（Red Velvet）、Joy（Red Velvet）、梁世炯                                                         |
| 53   | 5月16日  | 爸媽強迫三餐吃蔬食／富川貓媽媽                         | 徐章煇、金興國、鄭詩雅、定延（TWICE）、Sana（TWICE）、梁世炯、珍雲、全烋星（Secret）、鮮于善                                          |
| 54   | 5月23日  | 每天爭吵NO答的父母／喜歡露出的女兒                     | 徐章煇、金興國、鄭詩雅、金賽綸、朴載正、金泫雅、定延（TWICE）、Sana（TWICE）、梁世炯                                                  |
| 55   | 5月30日  | 傳說家庭總動員（以前出演過的家庭特輯）                 | 徐章煇、金興國、鄭詩雅、梁世炯 |
| 56   | 6月6日   | 對露營瘋狂的爸爸／被紅豆姊姊們使喚的土豆妹妹           | 徐章煇、梁世炯、洪瑞范、趙甲卿、全昭旻、率智（EXID）                                                                                  |
| 57   | 6月13日  | 不道德的經紀人媽媽／沉迷於健身操的爸爸                 | 全昭旻、金惠妍、鄭多彬、率智（EXID）、彩妍（DIA）、梁世炯                                                                             |
| 58   | 6月20日  | 即將100公斤的啦啦隊女兒／搶走自由時間 代理司機爸爸     | 徐章煇、金道均、鄭詩雅、梁世炯、鄭多彬、彩妍（DIA）                                                                                   |
| 59   | 6月27日  |                                                        | 徐章煇、車太鉉、洪京民、金孝珍、李伊庚、趙權、惠林（Wonder Girls）、梁世炯                                                            |
| 60   | 7月4日   | 將近100公斤的女兒／得藝人病的媽媽                      | 洪真英、Sam Hammington、梁定原、金孝珍、李伊庚、趙權、梁宰鎮、祉呼（Oh My Girl）、梁世炯                                              |
| 61   | 7月11日  | SNS中毒的媽媽／TWICE狂飯的兒子                         | 徐章煇、Sam Hammington、李洪基(FTIsland）、崔鍾訓（FTIsland）、梁宰鎮、恩彬（CLC）、Sana（TWICE）、Mina、彩瑛（TWICE）、子瑜（TWICE） |
| 62   | 7月18日  | 想成為化妝師的中二病少女／對四輪摩托車成癮的老爸       | 鄭詩雅、梁定原、洪真英、Sam Hammington、梁宰鎮、祉呼（Oh My Girl）、車太鉉、洪京民、鄭彩娟（I.O.I）                                   |

## 外部連結
- 同床異夢，沒關係沒關係官方網站

- 同床異夢沒關係沒關係官方網站 （页面存档备份，存于）（繁體中文）